# LST1
LST1 (англ. Leukocyte specific transcript 1) – білок, який кодується однойменним геном, розташованим у людей на короткому плечі 6-ї хромосоми. Довжина поліпептидного ланцюга білка становить 97 амінокислот, а молекулярна маса — 10 792.
| 10         |  | 20         |  | 30         |  | 40         |  | 50         |
| ---------- |  | ---------- |  | ---------- |  | ---------- |  | ---------- |
| MLSRNDDICI |  | YGGLGLGGLL |  | LLAVVLLSAC |  | LCWLHRRVKR |  | LERSWAQGSS |
| EQELHYASLQ |  | RLPVPSSEGP |  | DLRGRDKRGT |  | KEDPRADYAC |  | IAENKPT    |

A: Аланін

C: Цистеїн

D: Аспарагінова кислота

E: Глутамінова кислота

G: Гліцин

H: Гістидин

I: Ізолейцин

K: Лізин

L: Лейцин

M: Метіонін

N: Аспарагін

P: Пролін

Q: Глутамін

R: Аргінін

S: Серин

T: Треонін

V: Валін

W: Триптофан

Кодований геном білок за функцією належить до фосфопротеїнів. 
Задіяний у таких біологічних процесах, як пдтримання форми клітини, імунітет, альтернативний сплайсинг. 
Локалізований у мембрані, апараті гольджі.